# Macroglossusinae
De Macroglossusinae zijn een onderfamilie van vleermuizen uit de familie van de vleerhonden (Pteropodidae). De onderfamilie telt twee geslachten.

## Indeling
De onderfamilie telt twee geslachten.
- Macroglossus (Langtongvleerhonden)
- Syconycteris